# ジェリー・パーク
ジェリー・パーク（英: Jarry Park、仏: Parc Jarry）は、カナダのケベック州モントリオールにかつて存在した野球場である。

## 概要
1968年3月27日、大リーグ機構が翌年にモントリオールに新球団を創設することを発表。マイナーリーグの試合に使用されていた20,000人収容のデロリミアー・スタジアムなど、いくつかの球場が新球団の本拠地球場の候補に挙がったが、最終的に選ばれたのはジェリー・パークという小さな野球場だった。
当時のジェリー・パークはホームベース裏に小さなスタンドがあるだけで、収容人数は3,000人ほどだった。そこで翌年のシーズンに間に合わせるように拡張工事が始まった。結局シーズン開幕には間に合わず工事完了が5月までずれ込んだものの、内野の周りと左翼に客席が新設され、収容人数は28,000人まで増えた。
1967年に開催されたモントリオール万国博覧会から新球団の名前はエクスポズとなった。1969年4月14日の本拠地初試合（エクスポズ 8 - 7 カージナルス）には29,184人が観戦に訪れた。
エクスポズは1972年に新球場への移転を計画していたが、これは頓挫。しかしその後、1976年に開催されたモントリオールオリンピックのメインスタジアムを野球場へ改修することとなり、1977年、エクスポズはオリンピック・スタジアムへと移転した。
エクスポズが移転したあともジェリー・パークは様々なイベントに使用された。1984年9月11日にはローマ教皇ヨハネ・パウロ2世がジェリー・パークへ来訪している。1993年には全面改修が行われ、12,000人収容のテニス場スタッド・ユニプリ（Stade Uniprix）へと姿を変えた。

## 主な出来事
- 1969年4月14日、カナダで初のメジャーの試合が開催され、エクスポズが8-7でカージナルスに勝利。
- 1971年9月29日、2回にロン・ハントがシカゴ・カブスのミルト・パパスからメジャー記録にあと1個と迫るシーズン50個目の死球を受ける。9回にハントのサヨナラヒットで6-5で勝利。
- 1972年10月2日、ニューヨーク・メッツとのダブルヘッダー第1戦で、ビル・ストーンマンが自身2度目のノーヒットノーランを達成。アメリカ国外で初の達成者となった。
- 1976年9月26日、最後の試合となるフィラデルフィア・フィリーズとのダブルヘッダーが行われ、4-1、2-1（7回雨天コールド）でともにフィリーズが勝利。